# Сісяочжао (станція)
Сісяочжао (кит. 西小召站, пін. Xīxiǎozhào Zhàn) — залізнична станція в КНР, розміщена на Баотоу-Ланьчжоуській залізниці між станціями Урад-Цяньці та Уюань. Від станції відходить лінія до станції Цзіньцюань-Південний (Сісяочжао-Цзіньцюаньська лінія).
Розташована в однойменному селищі хошуну Урад – Передній стяг міського округу Баяннур (автономний район Внутрішня Монголія).